# Légat (Rome antique)
Pour les articles homonymes, voir Legat et Légat.
Un légat (en latin legatus, du verbe legare, députer, envoyer quelqu'un, charger de ...) est dans la Rome antique un chargé de mission délégué hors de Rome par le Sénat romain ou par un magistrat supérieur détenteur de l'imperium, puis par l'empereur.

## Sous la République
Sous la République romaine, les consuls, proconsuls, préteurs en campagne pouvaient charger temporairement des légats du commandement de la cavalerie, des réserves ou même d'une légion entière et de plusieurs légions : ainsi, durant la première guerre des Gaules, César eut jusqu'à dix légats, tandis que Pompée, nommé proconsul en Hispanie en -55, y envoya trois légats, afin de demeurer lui-même à Rome.

## Sous l'Empire
Sous l'Empire romain, à partir d'Auguste, la fonction de légats devient institutionnelle. Désignés par l'empereur parmi les membres de l'ordre sénatorial, anciens préteurs (légats dit prétoriens) ou anciens consuls (légats consulaires), ils le représentent dans les provinces et les légions et en exercent la direction par délégation de l'empereur. On distingue alors : 
- le légat (legatus), assistant d'un proconsul dans une province sénatoriale pour les tâches du domaine judiciaire. Désignés par le proconsul, ils sont au nombre de trois dans les riches provinces d'Asie et d'Afrique (puis deux en Afrique après Caligula), un dans les autres provinces sénatoriales[1],
- le légat d'Auguste propréteur (legatus Augusti pro praetore), qui gouverne une province impériale au nom de l'empereur et exerce le pouvoir militaire sur les légions qui y stationnent, si une ou des légions sont basées dans cette province[2]
- le légat de légion (legatus legionis), qui est l'officier supérieur commandant d'une légion[2].